# Сапожинський заказник
Сапожинський заказник — лісовий заказник місцевого значення в Україні. Розташований на території Звягельського району Житомирської області, на південний захід від села Михіївка. 
Площа — 100,1 га, статус отриманий у 1991 році. Перебуває у віданні ДП «Городницьке ЛГ» (Надслучанське лісництво, кв. 71, вид. 7, 10; кв. 72, вид. 1). 
Цінні насадження модрини.